# Eddie Hughes (político británico)

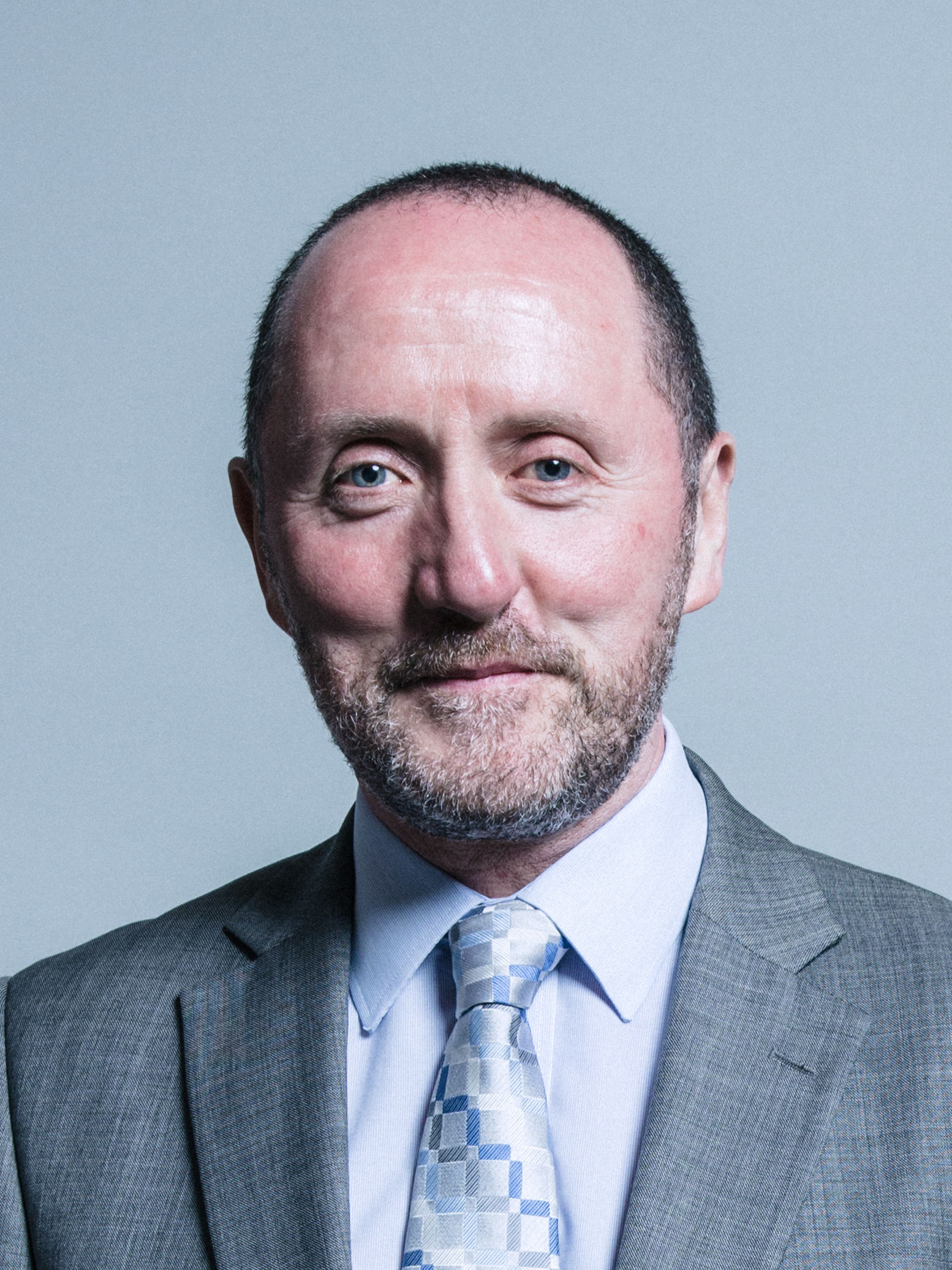
Eddie Hughes

Edmund Francis Hughes (nacido el 3 de octubre de 1968) es un político del Partido Conservador Británico que se desempeñó en el segundo ministerio de Johnson como Subsecretario de Estado Parlamentario para Vivienda y Dormir en la Calle de 2021 a 2022. También ha sido miembro del Parlamento (MP) para Walsall North desde 2017.
Fue nombrado Subsecretario de Estado Parlamentario de Vivienda y Dormir en la Calle en enero de 2021, debido a la renuncia de Kelly Tolhurst.

## Primeros años y carrera
Hughes nació el 3 de octubre de 1968 en Birmingham, Inglaterra. Su padre era conductor de autobús y su madre era limpiadora. Tiene cinco hermanos y asistió a Handsworth Grammar School (ahora King Edward VI Handsworth Grammar School for Boys). Hughes estudió ingeniería civil en la Universidad de Glamorgan.
Fue director de YMCA Birmingham para el desarrollo y la gestión de activos de 2014 a 2017, y director ejecutivo adjunto en 2017. Fue fideicomisario de Walsall Wood Allotment Charity, que ayuda a las personas con necesidades financieras. Hughes sirvió en la Autoridad de Policía de West Midlands y fue presidente de Walsall Housing Group desde 2016 hasta junio de 2018.
Se presentó al distrito de Pheasey en el Consejo de Walsall en 1998, pero no tuvo éxito. Sin embargo, fue elegido como concejal del distrito de Hatherton Rushall en el Consejo de Walsall en 1999, obteniendo el escaño de los laboristas, hasta 2004 cuando se produjeron cambios en los límites y fue elegido concejal del distrito de Streetly. Ha ocupado varios puestos en el consejo, incluido el gabinete de toma de decisiones, presidente de los comités de escrutinio y auditoría de los servicios para niños. Dejó el consejo en 2018. Se presentó sin éxito a diputado de Birmingham Hall Green en 2005.

## Carrera parlamentaria
Hughes fue elegido diputado por Walsall North en las elecciones generales de 2017, donde derrocó al veterano diputado del Partido Laborista David Winnick. Winnick, de 83 años en ese momento, había ocupado el escaño durante los 38 años anteriores, desde las elecciones generales de 1979.
Hughes presentó un proyecto de ley de la regla de los diez minutos en la Cámara de los Comunes para mejorar la seguridad de los inquilinos en torno al envenenamiento por monóxido de carbono. Recibió una primera lectura el 13 de septiembre de 2017.
Hughes habló en la Cámara de los Comunes durante un debate sobre el salario del NHS en septiembre de 2017, afirmando que el salario inicial de una enfermera recién calificada era más alto que el del constituyente promedio de Walsall North, al defender no levantar un tope de inflación inferior al 1% en público. -aumentos salariales del sector. Dijo que era su trabajo defender a todos, no solo a las personas en el sector público. A pesar de su intervención, se aprobó la moción de oposición para levantar el tope. Posteriormente, el gobierno conservador anunció, en marzo de 2018, que pondría fin al tope de los salarios del NHS.
Hughes ha hecho campaña por más policías de primera línea en las calles y planteó el tema a Theresa May en la Cámara de los Comunes.
Es partidario del Brexit, hace campaña a favor de un voto de salida y fue uno de los 62 parlamentarios conservadores que escribieron a la primera ministra pidiéndole apoyo para su discurso en Lancaster House.
Desde que fue elegido en junio de 2017, Hughes había hecho campaña para obtener fondos para un nuevo departamento de urgencias y emergencias en el hospital Walsall Manor, incluso planteó el problema al primer ministro en las PMQ. El Departamento de Salud y Atención Social finalmente asignó una financiación de £ 36 millones en diciembre de 2018.